# Johann Joachim Quantz
Johann Joachim Quantz (Oberscheden, 30 gennaio 1697 – Potsdam, 12 luglio 1773) è stato un compositore e flautista tedesco.

## Biografia
Nacque a Oberschaden il 30 gennaio 1697. Divenuto orfano all'età di dieci anni, iniziò a prendere lezioni di musica da suo zio che perse nel giro di alcuni mesi, poi presso il musicista della città che gli era succeduto nella carica. Rimase sette anni e mezzo presso di lui e apprese a suonare il violino, l'oboe e la tromba. Kisenwetter, organista di qualche merito,  gli diede anche lezioni di clavicembalo.
Le composizioni di Hoffnan, di Heinechen e di Telemann erano state, in un primo momento, l'oggetto dei suoi studi; i cantanti e i virtuosi stranieri che ascoltò nella cappella del duca di Merseburgo cominciarono ad affinare il suo gusto e gli fecero nascere il desiderio di viaggiare per aumentare il suo sapere.
Dresda, in cui si trovavano allora molti artisti distinti, gli parve il luogo più conveniente per la realizzazione dei suoi progetti. Vi si recò nel 1714, nonostante le difficoltà incontrate per assicurarsi la sussistenza, lo obbligassero ad allontanarsene e la sola risorsa che gli si offriva era quella di ritirarsi a Radeberg, presso il musicista della città che aiutò nelle sue funzioni, dando lezioni e suonando danze nelle feste di villaggio.
L'incendio che ridusse in cenere questa piccola città, lo obbligò a cercare asilo a Pirna, presso un altro musicista che gli fece conoscere i concerti di Vivaldi, considerati allora come le migliori composizioni nel loro genere e che divennero i modelli dei suoi primi saggi. La vicinanza di Pirna a Dresda, gli permise di compiere frequenti viaggi in quest'ultima e di conoscervi Heine, buon musicista di quella città e che acconsentì ad accoglierlo in qualità di prevosto.
Stabilitosi nella capitale della Sassonia nel 1716, portò nella cerchia di Pisendel, Veracini, Hebenstreit, Weiss, Richter e Buffardin, il gusto del bello e il sentimento di una perfezione relativa che si sforzava di raggiungere. L'anno seguente, il maestro di cappella Schmidt, dopo aver sentito Quantz suonare un concerto per tromba, lo volle alla cappella elettorale per suonarvi questo strumento, ma il giovane artista preferì l'incarico di suonatore d'oboe che gli era stato offerto nella cappella reale di Varsavia.
Si recò in questa città nel 1718, e fu allora che, disperando di pervenire all'abilità che desiderava sul violino e l'oboe, si volse in special modo al flauto, sotto la direzione di Buffardin e Pisendel.
I suoi primi saggi di composizione consistevano in alcuni brani per questo strumento. Guidato dal suo solo istinto, li scrisse senza mai aver studiato le regole dell'armonia, ma ben presto sentì la necessità di conoscerle e il compositore boemo Zelenka gli diede le sue prime lezioni di contrappunto.
La formazione dell'eccellente opera di Dresda, portò al servizio del re in Polonia, nel 1719, cantanti di prim'ordine come il Senesino, Berselli, Margherita Durastanti e le cantanti Vittoria Tesi e Faustina Bordoni.
Ascoltando questi grandi artisti, Quantz comprese che doveva apprendere da loro l'arte di cantare sul suo strumento ed essi divennero i suoi modelli. Accompagnato da Weiss e Graun, si recò a Praga nel 1723 per assistere all'esecuzione dell'opera di Johann Joseph Fux Costanza e Fortezza composta in occasione dell'incoronazione dell'imperatore Carlo VI come re di Boemia.
Si erano riuniti, per questa occasione solenne, cento cantanti e cento strumentisti. Fu lì che Quantz ebbe modo di ascoltare per la prima volta Tartini, di cui ammirò il bel suono e la tecnica, sebbene trovasse il suo stile secco e privo di fascino.
Nel 1724 Quantz ottenne dal re il permesso di accompagnare a Roma il conte di Lagnasco, ambasciatore di Polonia presso la Santa Sede. Non appena giunse nell'Urbe, si recò presso Francesco Gasparini che gli diede alcune lezioni di contrappunto. L'anno successivo fu a Napoli, dove trovò Hasse, che studiava allora sotto la direzione di Alessandro Scarlatti e che presentò il suo compatriota a questo grande maestro.
Scarlatti non amava gli strumenti a fiato, poiché erano molto imperfetti ai suoi tempi, ma quando sentì Quantz, riconobbe di non aver mai creduto che si potessero trarre da un flauto intonazioni così giuste e suoni tanto belli. Un'avventura amorosa che avrebbe potuto costargli la vita, obbligò il musicista a lasciare Napoli all'improvviso. Di ritorno a Roma, vi ascoltò il famoso Miserere di Gregorio Allegri, durante la settimana santa, poi visitò le principali città d'Italia. A Venezia strinse amicizia con Leonardo Vinci, Porpora e Vivaldi. Il 15 agosto 1726 arrivò a Parigi, ma lo stile della musica francese non lo soddisfece affatto, l'orchestra de l'Opéra gli parve cattiva, sebbene accordasse elogi a qualche artista, particolarmente a Forqueray, a Marais per il basso di viola, a Batiste per il violino, a Blavet per il flauto. Fu a Parigi che Quantz fece un primo esperimento per perfezionare questo strumento, aggiungendovi una seconda chiave. Dopo otto mesi fu richiamato a Dresda, ma volle visitare l'Inghilterra prima di far ritorno ed arrivò a Londra il 20 marzo 1727. L'opera, diretta da Händel era allora nel pieno del suo splendore, si facevano notare, tra i cantanti, il Senesino, Francesca Cuzzoni e Faustina Bordoni. L'orchestra, composta in gran parte da elementi tedeschi, era eccellente. Offerte assai vantaggiose vennero fatte a Quantz per convincerlo a rimanere, ma la parola alla corte di Sassonia era data e così partì per Dresda dove arrivò il 23 luglio dopo aver attraversato i Paesi Bassi, Hannover e Braunschweig.
La lunga assenza di Quantz, i suoi viaggi, le sue relazioni con artisti celebri in tutti i generi, avevano nutrito il suo talento e il suo trattamento economico fu raddoppiato. Nello stesso anno seguì il re a Berlino. La regina di Prussia, incantata dal suo talento, gli fece offrire un posto con un compenso di 800 scudi, ma il re suo padrone non gli permise di andarsene, la sola cosa che gli accordò, fu di poter fare ogni anno un viaggio per dare lezioni di flauto al principe reale che più tardi divenne re di Prussia, sotto il nome di Federico II.
Dopo la morte del re di Polonia (1733), il suo successore, Federico Augusto, volendo conservare Quantz al suo servizio, gli accordò un trattamento di ottocento talleri e il permesso di fare due viaggi ogni anno per visitare il suo regale allievo. Nel 1734 Quantz pubblicò le sue prime sonate per flauto, insieme alla vedova di un musicista della corte di Dresda, che si chiamava Schindler e due anni dopo aprì una manifattura di flauti costruiti secondo il suo nuovo sistema. Questa impresa fu fortunata e l'artista guadagnò parecchio denaro.
Salito al trono nel 1740, Federico II gli offrì 2000 talleri con la promessa di pagargli in moneta sonante ogni sua composizione se avesse accettato di stabilirsi a Berlino. La proposta fu accettata e Quantz si allontanò da Dresda. Il suo favore presso Federico II fu senza limiti. I suoi compiti consistevano nel recarsi ogni giorno presso il re per eseguire con lui dei duetti per flauto o provare nuovi concerti, nello scrivere tutta la musica che Federico eseguiva e nel battere la misura dei concerti che si svolgevano negli appartamenti reali.
Dopo 32 anni di esistenza felice e onorata alla corte di Prussia, Quantz morì a Potsdam il 13 luglio 1773. Aveva settantasei anni.

## Considerazioni sull'artista
Indipendentemente dalla chiave aggiunta al flauto, Quantz contribuì al miglioramento di questo strumento con l'invenzione della pompa d'allungamento per il pezzo superiore che permette di mantenere l'intonazione con l'orchestra quando il flauto si scalda e tende a crescere nei suoni. Questo celebre artista fece ancor di più per l'arte musicale, pubblicando il suo "Saggio di un metodo per apprendere a suonare il flauto traverso" le cui edizioni e traduzioni si sono moltiplicate e che può essere usato ancora con frutto, nonostante i progressi avutisi dall'epoca della sua prima apparizione. È a lui che l'arte di suonare il flauto è debitrice dei progressi più considerevoli. La sua attività fu prodigiosa, perché scrisse, per il servizio del re di Prussia, più di 300 concerti per flauto e orchestra, oltre 200 brani a flauto solo, molti duetti, quartetti e trii e questo nonostante le cure che esigevano la sua fabbrica di flauti e i quotidiani impegni a corte. La maggior parte di queste opere è rimasta a lungo manoscritta presso l'archivio del re di Prussia e il pubblico per lungo tempo non ha conosciuto quasi nulla di lui.

## Alcune opere
- Sei sonate a flauto traverso con basso per violoncello o cembalo op. 1, Dresda, 1739, in folio, oblungo
- Sei duetti per due flauti, Berlino, 1759
- Neue Kirchenmelodien zu denen geistlichen Liedern des Herrn prof. Gellert
- Sei sonate o duetti per flauti traversi

sono ancora rimasti in manoscritto circa 296 concerti per flauto solo e archi, trii, quartetti e quasi 200 sonate per flauto e basso continuo.

### Saggi e trattati
Quantz si fece anche conoscere come teorico con la seguente opera:
 Berlino, 1752 in quarto di 45 fogli con 24 tavole
La seconda edizione di quest'opera è apparsa a Breslavia nel 1780, in quarto, una terza edizione è stata stampata, sempre nella stessa città, nel 1789 presso Korn, in quarto. Ne esiste una traduzione francese pubblicata con questo titolo:
Lustig ha pubblicato anche una buona traduzione olandese di questo libro, con delle note, intitolata:
 Amsterdam, Olofsen, 1755 in quarto.
Al Museo internazionale e biblioteca della musica di Bologna si trovano bozze manoscritte di una traduzione in italiano eseguita per volontà di padre Giovanni Battista Martini.